# Port Triggering
Port trigering - funkcjonalność pozwalająca na automatyczne przekierowanie danych portów jeśli router wykryje na nich chęć rozpoczęcia ruchu sieciowego. W przypadku braku ruchu na danych portach przez określony czas zostają one zamknięte.